# Universidade Maior de San Andrés
A Universidade Maior de San Andrés (UMSA) está localizada na cidade de La Paz, Bolívia. Foi fundada em 25 de outubro de 1830.

## História
A Universidad Mayor de San Andrés foi criada por Decreto Supremo de 25 de outubro de 1830, assinado pelo Presidente da República da Bolívia, Marechal Andrés de Santa Cruz. Em 30 de novembro do mesmo ano, foram inauguradas oficialmente, por meio de um ato público, as atividades da então denominada Universidade Menor de San Andrés de La Paz, em Ayacucho.
A Universidade de La Paz adquiriu seu nome definitivo por decreto de 28 de maio de 1927, em homenagem ao seu fundador.
Atualmente, é a principal universidade pública do Estado Plurinacional da Bolívia. A UMSA está distribuída por todo o departamento de La Paz, em quatro Centros Universitários Regionais (CRUs) e vários Campi Universitários Locais (SULs). A UMSA é a segunda universidade mais antiga da Bolívia, depois da Universidade San Francisco Xavier de Chuquisaca (1624), e a mais representativa do Sistema Universitário Boliviano.
Em 2016, a Universidad Mayor de San Andrés contava com aproximadamente 74.391 alunos em suas salas de aula.
Segundo o QS World University Rankings, a UMSA está entre as posições 1201-1400 em seu ranking mundial de universidades de 2025, e na posição 119 para América Latina, Caribe e América do Sul.

## Festival Internacional de Cine de la UMSA
Desde 2021, a universidade realiza anualmente o Festival Internacional de Cine de la UMSA, um festival de cinema dedicado ao cinema jovem, de realizadores em ascensão e universitário.